# Adolf von Hildebrand

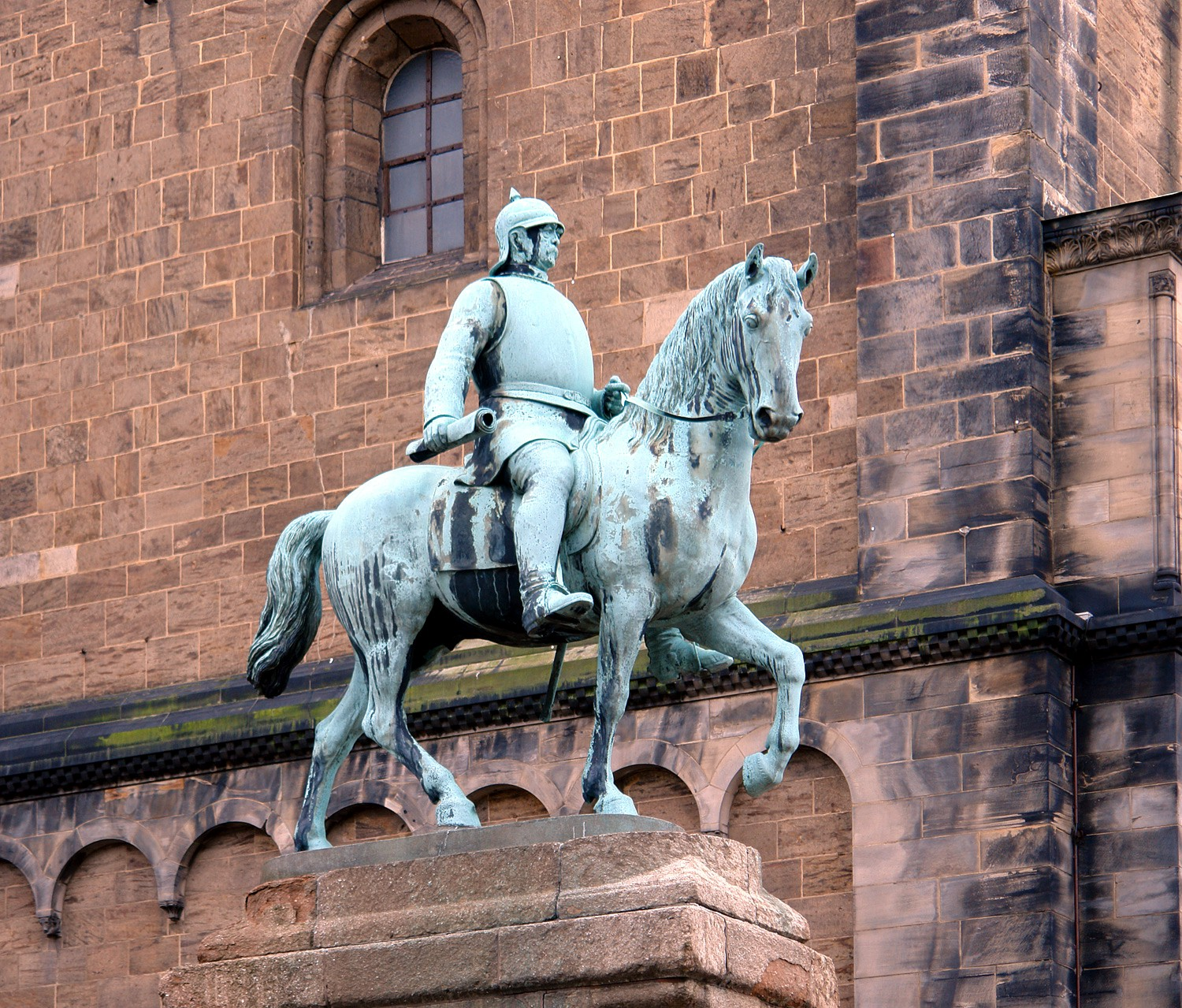
Adolf von Hildebrand, Pomnik Bismarcka w Bremie

Adolf von Hildebrand (ur. 6 października 1847 w Marburgu, zm. 18 stycznia 1921 w Monachium) – niemiecki rzeźbiarz i teoretyk sztuki.

## Życiorys
Był synem ekonomisty Bruna Hildebranda. Uczył się w Kunstschule w Norymberdze, później terminował u Kaspara von Zumbusch w Monachium i Rudolfa Siemeringa w Berlinie, 1872-1897 mieszkał we Włoszech, gdzie zaprzyjaźnił się z teoretykiem sztuki Konradem Fiedlerem i malarzem Hansem von Maréesem. Tworzył klasycystyczne pomniki, rzeźby nagrobne, dekoracyjne i portretowe. Jego głównym dziełem jest fontanna Wittelsbachów w Monachium wykonana w latach 1890-1895. Pisał prace teoretyczne o sztuce. W 1891 odznaczony Pour le Mérite za Naukę i Sztukę. Jego synem był Dietrich von Hildrebrand, niemiecki teolog katolicki.